# アクセルファクター
株式会社アクセルファクター（Accel Facter）は、東京都新宿区に本社を置き、仙台・名古屋にも営業所を有する企業である。
売掛債権の売却によって資金を発生させる「ファクタリング」事業を手がけている。

## 企業概要
2006年にマンションの一室でネクステージ株式会社として事業をスタートさせた。
そして多角的な事業を展開するために、以下の関連企業を設立した。
・株式会社アクセル（広告代理事業）
・株式会社2.99（WEBシステム事業開始）
・株式会社HRC（通販事業）
・Nextage Taiwan Co.,LTD（台湾向け通販事業開始）
・株式会社ラグジュアリー（買取事業）
・株式会社REGBODY（パーソナルトレーニング、ボディメイク事業）
上記の分野で成功を収めてきたネクステージは、ファイナンシャル領域において、まだ手がけていなかった「ファクタリング」に注目する。
そうして2018年に誕生したのが、ネクステージGroupのグループ会社として設立された株式会社アクセルファクターである。
この会社は、銀行融資などに代わる新しい資金調達法である、ファクタリングの業務を行って運営している。

## 沿革
2006年8月 母体であるネクステージ株式会社設立
2018年10月 ネクステージの数あるグループ会社の新たな一つとして、ファクタリング事業を担当する株式会社アクセルファクター設立。
代表取締役は郡司陽介氏が就任。会社所在地は新宿区高田馬場2丁目のアティレビル6階。
2020年5月 仙台営業所・名古屋営業所を開設。
2020年11月 業務拡張に伴い、新宿区高田馬場1-30-14コルティーレ高田馬場1Fへ移転。
2021年4月 代表取締役に本成善大氏が就任。新卒採用を開始。
2021年10月 一般社団法人日本中小企業再生支援協会と共同で「請求書先払いBIZ」の運営を開始。
2022年1月 大阪営業所を開設。
2023年4月 業務拡張に伴い、新宿区高田馬場1-30-4 30山京ビルに本社を移転。

## 事業内容
- ファクタリング業務

- 経営コンサルタント業務

### 関連会社
・株式会社アクセル